# 魯頃公
魯頃公（？—前249年），姬姓，名雠，生年不詳，周朝諸侯国魯国的末代国君，魯文公之子，前279年至前256年在位。
頃公二年（前278年），秦國破楚國首都郢，楚頃王東遷至陳。
頃公十九年（前261年），楚伐魯取徐州。
頃公二十四年（前256年），魯国為楚考烈王所灭，遷頃公于下邑（一作卞邑，誤），封魯君于莒。
七年後（前249年），魯頃公死于柯（今山東東阿），魯国絶祀。